# Mario Castellana
Mario Castellana (Martina Franca, 8 dicembre 1949) è un filosofo e docente italiano.

## Biografia
Dopo aver frequentato il locale liceo classico ‘Tito Livio', ha conseguito la laurea in Filosofia nel 1972 presso l'Università degli Studi di Lecce, discutendo la tesi di laurea in Filosofia della Scienza sul pensiero di Gaston Bachelard con relatore Bruno Widmar, che ha dato vita a quella che Ludovico Geymonat ha chiamato, in occasione della pubblicazione della sua seconda monografia Epistemologia debole "Scuola meridionale di Epistemologia"
Dopo la laurea ha frequentato il Corso biennale di Perfezionamento in Filosofia presso l'Università degli Studi di Roma La Sapienza, dove ha discusso col Prof. Vittorio Somenzi la tesi finale sull'interpretazione della meccanica quantistica da parte di Gaston Bachelard, poi confluita nella prima monografia dal titolo Il surrazionalismo di Gaston Bachelard (Napoli, “Il Protagora”, Ed. Glaux, 1974, ristampata col titolo Il surrazionalismo di Gaston Bachelard con due saggi inediti, a cura di P. Console, Lecce, Ed. Milella, 2021 con contributi e testimonianze di diversi studiosi italiani e stranieri); tale primo lavoro ha ricevuto attenzioni critiche sia prima come da parte di Ludovico Geymonat e di altri; e in occasione della ristampa (recensioni di D. Poccia e A. Canesso) e su di essa si è soffermato Georges Canguilhem.
Diventato contrattista nel 1974 in Discipline Storico-filosofiche presso l'Università degli Studi di Lecce, ha proseguito le sue ricerche in Francia dove ha partecipato per alcuni anni ai Séminaires de Mathématique et de Philosophie, diretti da Maurice Loi presso l'École Normale Supérieure di Parigi; diventato ricercatore nel 1980, ha tenuto vari insegnamenti dai primi anni '90 in ‘Epistemologia e Logica' ed in Filosofia Teoretica;  nel 2001 è diventato Professore Associato in Filosofia della scienza presso l'Università del Salento. Ha fatto parte di diversi Dottorati di Ricerca dell'Università del Salento e di quello in Storia della Scienza presso l'Università degli Studi di Bari, dove ha tenuto moduli di Filosofia della scienza presso il Corso di Perfezionamento in Bioetica ed il Master in Bioetica. Ha insegnato per diversi anni ‘Epistemologia e Storia della Fisica' presso la SISS-Puglia; dal 2006 al 2012 ha insegnato prima ‘Epistemologia' e poi ‘Introduzione Generale alla Filosofia' presso la Facoltà Teologica Pugliese dal 2006 al 2019. È stato Visiting Professor in diverse Università europee. Nel 2013 ha conseguito l'abilitazione scientifica alla prima fascia nel raggruppamento disciplinare 11/C – Logica, storia e filosofia della scienza.
Per i suoi interessi di ricerca Castellana è entrato a far parte dal 2003 del Laboratoire Disciplinaire Pensée de sciences, fondato e diretto da Charles Alunni presso l'École Normale Supérieure di Parigi, nato con lo scopo di condurre ricerche sul patrimonio epistemologico europeo; ha fondato la sezione italiana di tale Laboratoire presso l'Università del Salento organizzando per vari anni dei seminari e giornate di studio. Ha diretto varie collane come Il Terzo Istruito dell'Editore Barbieri di Manduria, Problemi della scienza per Levante Editore di Bari; dirige dal 2012 con Charles Alunni, una collana internazionale Pensée de sciences ENS  per Pensa Multimedia e dal 2017 la collana Filosofia & Scienza presso le Edizioni Milella. Dal 1972 al 1992 è stato redattore della rivista Il Protagora  e dal 2013 collabora con la storica rivista francese Revue de synthèse, dove pubblica saggi e recensioni e dal 2018 con la Revue des Questions Scientifiques. Dal 2019 è responsabile scientifico della rivista di filosofia Idee e collabora con una rubrica settimanale dal titolo Tra la rugosità del reale col giornale online Odysseo. Navigatori della conoscenza. Ha collaborato per diversi anni con l'Istituto per gli Studi Filosofici di Napoli.

## Attività scientifica e pensiero
Gli interessi di ricerca di Castellana sin dai primi anni si sono concentrati sulla ricca letteratura storico-epistemologica francese del primo Novecento col prendere in esame in particolar modo i dibattiti sulla natura delle matematiche e della fisica, sui rapporti tra storia e filosofia della scienza; di tale panorama culturale sono state prese in esame figure come Gaston Bachelard, Léon Brunschvicg, Albert Lautman, Jean Cavaillès, Hélène Metzger, Ferdinand Gonseth, Simone Weil, Maximilien Winter, e poi figure del secondo Novecento come Jean Desanti, Suzanne Bachelard, Michel Serres, Jean Piaget, Gilles Châtelet e Raymond Boudon, a cui sono stati dedicati vari saggi apparsi in singoli volumi, in volumi collettivi o in varie riviste italiane e straniere, come nella seconda monografia Epistemologia debole (Verona, Bertani, 1985; recensioni di François Russo e di Gaspare Polizzi). Sono stati tradotti alcuni scritti di queste personalità, corredati da ampie introduzioni, con la collaborazione di altri studiosi, coi quali si sono state realizzate inoltre diverse curatele. Grazie all'approfondimento di queste personalità che hanno orientato in senso storico le loro analisi epistemologiche, tutto lo sforzo teoretico è approdato considerare la scienza ed in particolar modo la matematica connaissance tout court del reale e dei suoi vari livelli tale da configurarsi come "fisica matematica", sulla scia dei lavori di Bachelard, di Lautman e di Châtelet e della loro lettura dei lavori di Poincaré, Einstein, Dirac e Weyl (Razionalismi senza dogmi. Per una epistemologia della fisica matematica.
L'approfondimento critico degli scritti di Bachelard, Lautman, Hélène Metzger, Gonseth e Piaget gli hanno permesso poi di prendere in debita considerazione le opere epistemologiche del matematico italiano Federigo Enriques (1871-1946), figura intellettuale molto apprezzata da queste personalità anche nell'ambito degli studi di filosofia della scienza e poco studiata in Italia da tale punto di vista. Peranto ha contribuito alla cosiddetta Enriques Renaissance a partire dagli anni '80 con la riproposta critica di alcune opere (Introduzione a F. Enriques, Il razionalismo sperimentale, Lecce, Ed. Milella, 1975; F. Enriques e il metodo storico in filosofia della scienza, in F. Enriques, Il significato della storia del pensiero scientifico, [1934], Manduria, Ed. Barbieri, 2003, 2007) con la collaborazione dello studioso polacco Lech Witkowski e di altri italiani; a tal fine col ‘Centro Federigo Enriques' di Livorno, oltre a diverse iniziative in collaborazione con il Laboratoire Pensée des sciences, sono state riproposte, insieme alla Treccani e ad altri studiosi (Oltre la matematica. F. Enriques e le Voci dell'Enciclopedia Italiana). Il lungo confrontarsi con l'epistemologia francese del Novecento da una parte e dall'altra con la figura di Enriques gli ha permesso di sviluppare in maniera più organica l'idea di scienza come pensiero, grazie alla sua intrinseca dimensione storica e concettuale insieme, fatto a volte non tenuto in debita considerazione dalla pur ricca letteratura critica sull'argomento (Federigo Enriques e la "nuova epistemologia", Lecce-Brescia, Pensa Multimedia-ENS ‘Pensée des sciences', 2019, con prefazione di Fernando Zalamea; recensioni di Gaspare Polizzi; di Henri Dilbermann e di Paolo Bussotti). Tale aspetto è stato particolarmente approfondito nel prendere in esame figure poco note nell'ambito della filosofia della scienza con tradurre in italiano e col curarne la ristampa con lunghe introduzioni alcune loro opere come quelle di Hélène Metzger ( Il metodo filosofico nella storia delle scienze, Manduria, Barbieri-Selvaggi Ed, 2002 e 2009; con E. Giannetto, Attraction universelle e religion naturelle chez quelques commentateurs anglais de Newton, Paris, Hermann, 2020 e Les concepts scientifiques, Paris, Hermann, 2024) e di Lautman ( La matematica come resistenza, Roma, Castelvecchi Ed., 2017 e altri scritti apparsi in volumi collettivi e riviste come la Revue de synthèse). Tali ricerche hanno così contribuito ad allargare il suo discorso sulla scienza con evidenziarne la specifica portata antropologica, spirituale e culturale sino ad affrontare i controversi rapporti tra scienza e fede e a fornire gli strumenti per un loro più adeguato confronto (cfr. la cura con lunga introduzione a scritti di Giovanni Paolo II sulla scienza (Scienza e verità, Lecce-Brescia, Pensa Multimedia, 2010).
Tutto questo percorso gli ha permesso di dare un contributo non secondario a quella che Ludovico Geymonat nel 1986 ha chiamato ‘Scuola meridionale di epistemologia' in occasione della presentazione del suo secondo volume, Epistemologia debole; e si è concretizzato da una parte nel fornire gli strumenti critici per un nuovo settore di indagini già sul finire degli anni '80,  la "storia della filosofia della scienza", che diventerà poi con la nascita nel 1992 dell'"International Society for the History of Philosophy of Sciences", un programma di ricerca in diverse aree culturali, da portare avanti, come sarà sostenuto nel 2008 da Michael Friedman, con i "metodi della cultural history". Concetti ben definiti dal Castellana nel volume Alle origini della "nuova epistemologia". Il Congrès Descartes del 1937 (Lecce, Il Protagora, 1992) recensito da Gaspare Polizzi. 
Dall'altra, negli ultimi tempi, Castellana è approdato, sulla scia dei lavori su Enriques, Bachelard, Lautman, Desanti, Châtelet a sostenere e a sviluppare una visione non analitica delle matematiche, così come attesta nell'introduzione alla traduzione di testi di Maximilien Winter Il metodo storico-critico per una nuova filosofia delle matematiche (Milano, Meltemi Ed., 2020) e nel volume Il dibattito in area francofona sul pensiero matematico e Kurt Gödel (Roma, Ed. Studium ebook, 2021, pref. di L. Magnani e postfazione di F. Patras; recensione di Stefano Bordoni). In tal modo il suo percorso è venuto a situarsi in una prospettiva di pensiero epistemologico portata avanti da matematici e filosofi della matematica come, ad esempio, Jean Petitot, Charles Alunni, René Guitart, Jean-Yves Girard, Frédéric Patras in area francese, e da altri come Fernando Zalamea e Giuseppe Longo; tutto questo è stato poi integrato da una serie di studi sull'apporto del pensiero storico-epistemologico di tre figure femminili francesi del ‘900 come Simone Weil, Hélène Metzger e Suzanne Bachelard come nel volume Cuori pensanti in filosofia della scienza (Roma, Castelvecchi Ed., 2018; recensione di Gerardo Ienna in Studia philosophica, 2019).
Tale approccio non analitico in filosofia della scienza, coltivato insieme anche con Lech Witkowski per i comuni interessi per Bachelard ed Enriques, gli ha permesso poi di allargare i suoi interessi verso l'epistemologia della complessità sino a far parte del comitato scientifico della collana ‘La sfida della complessità'; tutto questo è confluito nel lavoro del 2022 Briciole di complessità. Tra la rugosità del reale (Roma, Studium Ed., 2022; recensioni di Mauro Ceruti; Salvatore Colazzo e di Massimo Mezzanzanica), lavoro che deve la sua gestazione anche al lungo confronto critico con l'esperienza di vita e di pensiero di Simone Weil, come risulta dal volume Mistica e rivoluzione in Simone Weil (Manduria, Lacaita Ed. 1979 e studi più recenti).  In tal modo, come afferma Mauro Ceruti nella prefazione a Briciole di complessità, "il suo pensiero acquista una più organica fisionomia concettuale che gli ha permesso di continuare a dare ulteriori contributi alla ‘Scuola Meridionale di epistemologia'  e con allargare i suoi interessi più recenti alle problematiche relative all'Antropocene". Inoltre la lunga attività di docente universitario gli ha permesso di formare alcuni giovani studiosi ed essere così uno dei "maestri" dell'Università del Salento, come risulta in Dialogo con Mario Castellana, libro-intervista dove viene esposto e chiarito il suo percorso di ricerca con le diverse attività collaterali, alcune delle quali sono state e sono ancora svolte nella propria città, Martina Franca, dove sono nate e si sono formate,  nella prima metà dell'Ottocento alcune figure, come il matematico Giuseppe Battaglini ed il giureconsulto con interessi scientifici Lelio Fanelli, traduttore di un'opera di Laplace, figure che sono state oggetto di sue ricerche (vedasi la biografia di Lelio Fanelli curata da Castellana per il Dizionario Biografico degli Italiani)

## Opere (elenco parziale)
- Il surrazionalismo di Gaston Bachelard, Il Protagora, Napoli, Glaux Ed., 1974.
- La filosofia della matematica in Albert Lautman, in Il Protagora, 1978.
- Mistica e rivoluzione in Simone Weil, Manduria, Lacaita Ed., 1979.
- Gaston Bachelard: bilancio critico di una epistemologia, a cura di, Il Protagora, 1984.
- Epistemologia debole. Bachelard, Desanti, Reymond, Verona, Bertani Ed., 1985.
- Il neo-realismo epistemologico dell'Académie Internationale de Philosophie des Sciences, in Il Protagora, 1986.
- Materiali per una storia dell'epistemologia in Italia, Il Protagora, 1988-1988.
- Alle origini della "nuova epistemologia". Il Congrès Descartes del 1937, Il Protagora, 1992.
- Giuseppe Battaglini. Raccolta di lettere (1854-1891) di un matematico italiano al tempo del Risorgimento d'Italia, con F. Palladino, Bari, Ed. Levante, 1996.
- Storia della scienza, epistemologia ed ermeneutica in Hélène Metzger, in H. Metzger, Il metodo filosofico nella storia delle scienze, trad. it., Manduria, Barbieri Ed., 2002
- Razionalismi senza dogmi. Per una epistemologia della fisica matematica, Soveria Mannelli, Rubbettino Ed.,  2004.
- Federigo Enriques e il metodo storico in filosofia della scienza, in F. Enriques, Il significato della storia del pensiero scientifico, Manduria, Barbieri Ed., 2004
- L'epistemologia come "supplemento d'anima" della scienza, in Giovanni Paolo II, Scienza e verità, Lecce-Brescia, Pensa Multimedia, 2010.
- Le verità della sociologia, in R. Boudon, A che serve la sociologia?, Lecce-Brescia, Pensa Multimedia-ENS Pensée des sciences, 2012.
- Filosofia scientifiche vecchie e nuove. A cent'anni dal IV congresso Internazionale di Filosofia, con O. Pompeo Faracovi, Lecce-Brescia, Pensa Multimedia-ENS Pensée des sciences, 2014.
- Dossier Enriques, in Kairos. Journal of Philosophy of Science, 14, nov. 2015.
- Sur une petite phrase de Riemann. Aspects du débats en France autour de la "Reasonable Effectiveness of Mathemarics", in Revue de synthèse, t. 138, 1-4, 2017.
- Introduzione a A. Lautman, La matematica come resistenza, Roma, Castelvecchi Ed., 2017.
- Lettres du 21 juillet 1975 et du 1er septembre 1984 de Georges Canguilhem et Jean-Toussaint Desanti à Mario Castellana, in Revue de synthèse, t. 138, n. 1-4, 2017, pp. 445-454.
- Cuori pensanti in filosofia della scienza: Hélène Metzger, Simone Weil, Suzanne Bachelard e Barbara McClintock, Roma, Castelvecchi Ed., 2018.
- Federigo Enriques e la "nuova epistemologia", Lecce-Brescia, Pensa Multimedia- ENS Pensée des sciences, 2019.
- L'impianto storico-epistemologico delle Voci di Matematica, in F. Enriques, Roma, Treccani, 2019.
- Oltre la matematica. F. Enriques e le Voci dell'Enciclopedia Italiana, con O. Pompeo Faracovi, Roma, Treccani, 2019.
- Il contributo di Maximilien Winter alla "critique des sciences", in M. Winter, Il metodo storico-critico per una nuova filosofia delle matematiche, Milano, Meltemi, 2020.
- Il dibattito in area francofona sul pensiero matematico e Kurt Gödel, Roma, Studium ebook, 2021.
- Il surrazionalismo di Gaston Bachelard con due saggi inediti, a cura di Pietro Console, Lecce, Milella, 2021.
- Briciole di complessità. Tra la rugosità del reale, con prefazione di Mauro Ceruti, Roma, Studium, 2022